# Benbrook
Benbrook är en kommun (town) i den sydvästra delen av Tarrant County i Texas och en förort till Fort Worth. Vid 2010 års folkräkning hade Benbrook 21 234 invånare.